# Avenue du Vieux Cornet
L'avenue du Vieux Cornet (en néerlandais : Hof Ten Horenlaan) est une voie bruxelloise de la commune d'Uccle.

## Situation et accès
Cette avenue débute avenue des Statuaires et se termine avenue Kamerdelle. Il y a une intersection avec le Ten Horen. Une particularité de cette avenue est qu'il n'y a pas de numéro 1. Elle est parallèle à l'avenue des Archères.